# 布鲁克斯 (佛罗里达州)
布鲁克斯（英語：Brooksville）是美国佛罗里达州赫爾南多縣下属的一座城市。建立于1856年。面积约为12.9平方公里（约合5平方英里）。根据2010年美国人口普查，该市有人口7,719人。论人口在本州排行第177。